# Ils vivent la nuit
Cet article concerne le roman de Dennis Lehane. Pour le film, voir Live by Night.
Ils vivent la nuit (titre original : Live by Night) est un roman policier historique de Dennis Lehane paru en 2012.
Traduit en français par Isabelle Maillet, le roman est publié en 2013 chez Payot et Rivages dans la collection « Rivages/Thriller ».

## Résumé
En 1926, la Prohibition aux États-Unis a donné naissance à un réseau sans fin de distilleries clandestines, de bars clandestins, de gangsters et de policiers corrompus. Joe Coughlin, le plus jeune fils d'un éminent capitaine de police de Boston, défie son éducation correcte en gravissant les échelons du crime organisé qui l'emmène de Boston à Ybor City en Floride, jusqu'à La Havane à Cuba, où il rencontre une dangereuse galerie de personnages qui se battent tous pour leur part du rêve américain.
Au début du roman, Joe est au service de Tim Hickey, l'un des mafieux les plus puissants de Boston. Joe et deux amis attaquent une salle de jeu située derrière un bar clandestin. À leur insu, ce bar appartient à Albert White, le plus grand rival de leur patron. Emma Gould, serveuse dans la salle et maîtresse de White, attire l'attention de Joe. Ils entament une liaison.

## Adaptation cinématographique
- 2016 : Live by Night de Ben Affleck

## Prix et récompenses
- Prix Edgar-Allan-Poe du meilleur roman 2013